# 30 mm оръдие 2А42
30-mm оръдие 2А42 е съветско автоматично оръдие с калибър 30 mm, конструкция на Аркадий Шипунов и Василий Грязев, предназначено за унищожаване на жива сила, лекобронирана техника и въздушни нисколетящи цели.
При изстрелване на целия боекомплект (500 патрона) оръдието не се нуждае от междинно охлаждане. Стрелбата е възможна с единичен и автоматичен огън, с висок и нисък темп. Подаването е селективно от две патронни кутии, снаряжаеми с патрони с бронебойни и осколочно-фугасни снаряди.
Оръдието е разработено от АО „КБП“, произвежда се в Тулския машиностроителен завод (Туламашзавод).
Освен в Руската Федерация оръдието 2А42 се произвежда и в България, в завода „Арсенал“, в Индия за БМП Sarath (БМП-2), и в Словакия, която също произвежда (в периода 1987 – 1989) по лиценз БМП-2. В Чехословакия машината носи обозначение BVP-2.

## Използване
Оръдието се поставя на бойните бронирани машини БМП-2, БМД-2, БМД-3, БТР-90, БМПТ, на вертолетите Ка-50, Ка-52, Ми-28, бронекатерите „Гюрза“.
Южноафриканското отделение на корпорацията BAE Systems разработва и успешно изпитва дистанционно управляем турел (боен модул) TRT-R30 за поставяне на бронирани машини, използващи установка с 30-мм автоматично оръдие 2А42.

## ТТХ
Оръдието обладава следните тактико-технически характеристики:
- тип на оръжието: едностволно автоматично оръдие;
- калибър: 30 мм;
- патрон: 30×165 мм;
- енергия: 150 – 180 кДж;[3]
- принцип на действие на автоматиката: газоотвод;
- дължина: 3027 мм;
- дължина на ствола: 2400 мм (80 калибра);
- брой нарези: 16;
- стъпка на нарезите: 715,5 мм;
- маса пълна: 115 кг;
- маса на ствола: 38,5 кг;
- темп на стрелбата: 550 и 200 – 300 мин−1;
- усилие на отката: 40 – 50 кН (4000 – 5000 кгс);
- начална скорост на бронебойния трасиращ (БТ) снаряд: 970 м/с;
- начална скорост на бронебойния подкалиберен снаряд (БПС) индекс „Кернер“: 1120 м/с;
- напрежение на захранването на електроспусъка и контактора от източника на постоянен ток: 27 В;
- подаване на боеприпасите: двулентъчно;
- презареждане: пиротехническо и ръчно;
- усилие при ръчно презареждане: до 400 Н (40 кгс);
- усилие при ръчно презареждане с извличане на засекъл патрон: до 600 Н (60 кгс);
- брой пиропатрони: 3 бр.;
- способ на възпламеняване на заряда: ударно действие;
- управление на стрелбата: дистанционно от електроспусък и механично;
- диапазон на работните температури: от −50 до +50 °C;
- живучест на ствола: 6000 изстрела (до 1995 г.), 9000 (след 1995 г.)[4]
- техническо разсейване при стрелба: 0.4 – 0.5 хилядни по далечина,[5] 1 – 2 при стрелба от НППУ-80, 5 – 8 при стрелба от НППУ-28[6][7] (0,3 – 0,4 милирадиана при системите „Бушмейстър II“ и „Бушмейстър III“, 8 – 10 у М230)[8]
- ефективна далечина на стрелбата:
  - по жива сила – до 4000 м;
  - по лекобронирана техника – до 1500 м;
  - по въздушни цели – до 2000 м (с дозвукови скорости и наклонена далечина: до 2500 м).

## Производство
- Украйна:

- "Научно-технически комплекс „Завод за точна механика“ (ЗТМ, гр. Каменец-Подолски) произвежда нелицензирано копие с името 30-мм автоматично оръдие ЗТМ-2
- КБ „Артилерийско въоръжение“ произвежда ствола за оръдието с наименование 30-мм ствол за автоматичното оръдие КБ.113 (2А42)

## Боеприпаси

### История на създаването
30-мм патрон (30×165 мм) е разработен в СССР в средата на 1970-те години като общ патрон, за използване от 30-мм артилерийски системи на сухопътните войски (СВ), военноморския флот (ВМФ) и военновъздушните сил (ВВС), създавани на базата на този патрон. Патрона в периода на неговото разработване носи индекса АО-18. Разчетното налягане при изстрела е 3600 атм. Независимо от планираната унификация, различните изисквания, издигнати от видовете ВС към собствените им 30-мм системи, в крайна сметка водят до това, че патроните за СВ, ВМФ и ВВС не са взаимозаменяеми.
В състава на боекомплекта на оръдието 2А42, от момента на неговото приемане на въоръжение и понастоящем, влизат три основни типа патрони: с бронебойно трасиращи (БТ); с осколочно-фугасно запалителни (ОФЗ); и с осколочно-трасиращи (ОТ) снаряди, виж чертежите. Още през първата половина на 1980-те години 30-мм система 2А42 с цялокорпусния бронебоен снаряд се оказва практически неефективна при работа по базовите БМП на НАТО „Мардер 1“ (бойна маса 29,2 т) и М2А1 „Брадли“ (бойна маса 22,6 т), дебелината на бронята в челната проекция в стоманен еквивалент при които достига (а по-късно и надвишават) 70 мм.

### Чуждестранни разработки
В резултат на динамичното развитие, през втората половина на 1990-те години, на бойните бронирани машини от лека категория се наблюдава съществено увеличаване на нивото на защитеност на БМП, БТР, БРМ и др. Нивото на защиты в челната проекция (в еквивалентни дебелини стоманена броня) за БМП на страните от НАТО с бойна маса 26; 28; 30 т през 1990-те години достига и надхвърля 100 мм, което практически изключва възможността за поразяване на указаната бронетехника на тактическите дистанции на стрелба с бронебойните подкалибрени снаряди на 30-мм системи. Непоражаемостта на машините от тази категории на тактическата дистанция Д=500 м е задана от стандарта ниво 6 на STANAG 4569.
Към началото на 2000-те години фирмата Ерликон, понастоящем Rheinmetall Waffe und Munition (RWM Schweiz) разработва и предлага на бившите страни от Варшавския договор, съхранили във въоръжението си носителите на оръдията 2А42 и 2А72, 30-мм патрон с оперен подкалибрен снаряд РМС303, използвайки швейцарската технология за конструирането на пластмасовата основа от композит на основата на термоустойчив термопластичен полимер.
БОПТС патрона РМС303 се явява адаптиран вариант на (към оригиналната гилза 30×165 мм с по-малък обем) оперения снаряд PMC287 за стандартния патрон на НАТО 30×173 mm за сметка на съответното намаляване на размерите и масата летящата част. Началната скорост на оперения снаряд с маса 195 г съставлява 1325 м/с, бронепробиваемостта – 47 мм (валцувана стоманена хомогена броня) под ъгъл 60° на далечина 1 км.
През 2005 г. белгийската фирма Mecar (от май 2014 г., дъщерна структура на NEXTER Systems S.A., Франция), имаща опит в създаването на бронебойни подкалибрени снаряди с удължени сърдечници от волфрамови сплави калибри от 25 до 120 мм, разработва нов 30-мм патрон M929 с БОПТС към оръдията 2А42 и 2А72.
По параметрите за бронепробиваемост боеприпасът M929 превъзхожда аналогичните 30-мм патрони на „Ерликон“ PMC303 и IHLA (Словакия). Благодарение на новия метателен заряд от еднороден барут марка ECL (Nitrochemie Wimmis AG), повишеното удължаване на сърдечника M929 и наличието на уплътняващо поясче, са достигнати следните показатели за бронепробиваемост: 55 мм/60°/1000 м и 45 мм/60°/2000 м. Показаните параметри за бронепробиваемост на белгийския боеприпас, повидимо, явяващи се пределни за системите, се използват на Запад като изходни данни при анализа на ефективността на действието на 30-мм оръдия 2А42 и 2А72 по бронирани цели.
| Номенклатура на боеприпасите  |                     |                    |               |                     |                                 |                                                        |                         |
| Индекс на изстрела            | Страна-производител | Маса на снаряда, г | Маса на ВВ, г | Маса на изстрела, г | Начална скорост на снаряда, м/с | Средно максимално налягане на барутните газове, кг/см² | Бронепробиваемост, мм/м |
| Бронебойни                    |                     |                    |               |                     |                                 |                                                        |                         |
| 3УБР6                         | Русия               | 400                | —             | 858                 | 970                             | 3600                                                   | 20/700                  |
| 3УБР8                         | Русия               | 304                | —             | 765                 | 1120                            | 3600                                                   | 27/1000                 |
| M929                          | Белгия              | 220                | —             | 675                 | 1275                            |                                                        | 55/1000; 45/2000        |
| AP-T BT                       | България            | 400                | —             | 853                 | 960 – 980                       |                                                        |                         |
| IHLA                          | Словакия            | 185                | —             | 650                 | 1370                            |                                                        | 45/1000; 38/2000        |
| AP-T                          | Чехия               |                    | —             |                     |                                 |                                                        | 18/1000                 |
| PMC 303                       | Швейцария           | 195                | —             | 663                 | 1325                            |                                                        |                         |
| PMC 304                       | Швейцария           | 235                | —             |                     | 1220                            |                                                        |                         |
| Осколочно-фугасни запалителни |                     |                    |               |                     |                                 |                                                        |                         |
| 3УОФ8                         | Русия               | 389                | 49            | 837                 | 960                             | не повече от 3600                                      | —                       |
| HEI OF                        | България            | 389                | 49            | 833                 | 940 – 960                       |                                                        | —                       |
| JOSv HE-T                     | Словакия            |                    | —             |                     |                                 |                                                        |                         |
| Осколочно-трасиращи           |                     |                    |               |                     |                                 |                                                        |                         |
| 3УОР6                         | Русия               | 385                | 11,5          | 830                 | 960                             | не повече от 3600                                      | —                       |
| HE-T OT                       | България            |                    | 12,3          | 833                 | 960                             |                                                        | —                       |

| Таблица за бронепробиваемост на боеприпасите с бронебойно действие за оръдието 2А42 |     |     |     |      |      |      |
| Снаряд / Разстояние, м | 100 | 200 | 500 | 1000 | 1500 | 2000 |
| БТ цялокорпусен 30×165 мм, индекс 3УБР6 |     |     |     |      |      |      |
| (ъгъл на наклона 60°, хомогенна броня) | 40  | 35  | 25  | 18   | 15   | 10   |
| БП „Кернер“ 30×165 мм индекс 3УБР8 |     |     |     |      |      |      |
| (ъгъл на наклона 60°, хомогенна броня) | 45  | 40  | 33  | 28   | 25   | 22   |
| БОПС 30×165 мм Oerlikon РМС303 |     |     |     |      |      |      |
| (ъгъл на наклона 60°, хомогенна броня) |     |     | 51  | 47   | 43   | 38   |
| Бронепробиваемост под ъгъл 60° (от нормалата към повърхността на бронята) е указана в дебелина валцувана стоманена броня. За РФ – стоманена броня с повишена твърдост, за НАТО – броня със средна твърдост. |     |     |     |      |      |      |

## Коментари
1. ↑  В исторически план унификацията е толкова хубава на теория, колкото лоша на практика. В резултат на приетото от Управлението по въоръжения на Министерството на отбраната решение за създаване на единен патрон, се оказва съществено занижена мощността на сухопътния патрон (ограниченията са по дължина на гилзата, масата на метателния заряд, разчетно налягане при изстрел), в резултат на това патронът по балистика е чувствително по-слаб от стандартния сухопътен патрон на НАТО 30×173 мм. (с новия БПС 3УБР11, този проблем не е толкова явен, макар буквалните TTX както преди да са по-ниски.) Напротив, като въоръжение на вертолетите патронът се оказва по-тежък (относително патрона разпространената в НАТО система М230), както и самото сухопътно оръдие 2А42, следствие на което тя проявява в пъти по-малко превозвания боекомплект, макар снарядите 30 × 113 мм да са с по-малка маса, запълване с ВВ и ефект на осколочно действие в сравнение с 30 × 165 мм
2. ↑  Пробивната способност на бронебойните подкалибрени снаряди указана при стрелба по хомогенна стоманена броня под ъгъл (от нормалата) 60°.